# (796) Sarita
(796) Sarita – planetoida z pasa głównego asteroid okrążająca Słońce w ciągu 4 lat i 102 dni w średniej odległości 2,63 au. Została odkryta 15 października 1914 roku w Landessternwarte Heidelberg-Königstuhl w Heidelbergu przez Karla Reinmutha. Pochodzenie nazwy nie jest znane. Przed jej nadaniem planetoida nosiła oznaczenie tymczasowe (796) 1914 VH.